# Дэдди Янки
Рамо́н Луи́с Айя́ла Родри́гес (исп. Ramón Luis Ayala Rodríguez; род. 3 февраля 1977, Сан-Хуан, Пуэрто-Рико), более известный как Дэ́дди Я́нки (англ. Daddy Yankee) — пуэрто-риканский рэпер, певец и автор песен. Он известен как «Король Реггетона» как музыкальными критиками, так и поклонниками. Дэдди Янки - художник, который придумал слово «реггетон» в 1994 году для описания нового музыкального жанра, появившегося в Пуэрто-Рико, который синтезировал американский хип-хоп, латиноамериканскую карибскую музыку и ямайские ритмы регги с испанским рэпом и пением. Также часто упоминается влияние других латиноамериканских urban исполнителей на жанр. В сентябре 2021 года Дэдди Янки подтвердил, что уйдёт из музыки после выпуска своих последних треков.
Айяла родился в Рио-Пьедрасе и вырос в районе жилых проектов виллы Кеннеди. Он стремился стать профессиональным бейсболистом и пробовал себя в команде «Сиэтл Маринерс» Главной лиги бейсбола. Прежде чем он мог быть официально подписан, в него попал случайный выстрел из винтовки АК-47, когда он отдыхал от студийной записи с ещё одним известным реггетон-музыкантом DJ Playero. Айяла потратил примерно полтора года на то, чтобы оправиться от раны; пуля так и не была извлечена из его бедра, и он считает, что инцидент со стрельбой позволил ему полностью сосредоточиться на музыкальной карьере. В 2004 году Дэдди Янки выпусти свой международный хитовый сингл «Gasolina», которому приписывают представление и распространение реггетона аудитории по всему миру и превращение музыкального жанра в глобальное явление. С тех пор Дэдди Янки продал около 20 миллионов пластинок, что делает его одним из самых продаваемых исполнителей латинской музыки.
Альбом Дэдди Янки Barrio Fino вошёл в историю, когда стал самым продаваемым альбомом латинской музыки десятилетия между 2000 и 2009 годами. В 2017 году Дэдди Янки в сотрудничестве с латиноамериканским поп-певцом Луисом Фонси выпустил хитовый сингл «Despacito». Она стала первой испаноязычной песней, занявшей первое место в Billboard Hot 100 со времён «Macarena» в 1996 году. Сингл приобрёл глобальный успех. Видео для «Despacito» на YouTube получило миллиардный просмотр 20 апреля 2017 года и стало самым просматриваемым видео на платформе. Его успех привёл к тому, что Дэдди Янки стал самым популярным исполнителем во всем мире на потоковом сервисе Spotify в июне 2017 года, первым латиноамериканским исполнителем, сделавшим это.
По состоянию на 2017 год Дэдди Янки получил 82 награды из 270 номинаций с момента своего восхождения к международной известности в 2004 году. Он выиграл пять премий Латинской Грэмми, две премии Billboard Music Awards, 14 премий Billboard Latin Music Awards, две награды Latin American Music Award, восемь наград Lo Nuestro, премию MTV Video Music Awards и шесть наград ASCAP. Он также получил пуэрто-риканскую звезду Аллеи славы, специальные награды журнала People en Español и Латинскую премию Гарвардского университета. Он был назван CNN «Самым влиятельным испаноязычным художником» 2009 года и включён в Time 100 в 2006 году.

## Ранние годы
Родился 3 февраля 1977 года в Пуэрто-Рико в семье сальса-перкуссиониста.

## Музыкальная карьера

### 1994-1999: Начало карьеры
Часто считающийся одним из пионеров в жанре реггетон, Айала изначально собирался стать профессиональным бейсболистом, но был ранен в ногу во время перерыва в студийной записи. Пулю так и не извлекли, и он считает, что этот инцидент позволил ему продолжить музыкальную карьеру. Впервые он появился на микстейпе диджея DJ Playero 1994 года Playero 34 с песней «So' Persigueme, No Te Detengas». Его первым официальным студийным проектом в качестве сольного исполнителя был No Mercy, который был выпущен 2 апреля 1995 года на лейблах White Lion Records и BM Records в Пуэрто-Рико. В начале своей карьеры он пытался подражать рэп-стилю исполнителя Vico C. Он также продолжал подражать другим артистам в этом жанре, в том числе DJ Playero, DJ Nelson и Tempo, заимствуя элементы из их стилей, чтобы разработать оригинальный стиль с ритмом Dembow. При этом он в конце концов отказался от традиционной модели рэпа и стал одним из первых артистов, исполнивших реггетон. На протяжении 1990-х годов Дэдди Янки появлялся в нескольких андеграундных микстейпах DJ Playero, которые были запрещены правительством Пуэрто-Рико из-за откровенных текстов; эти песни позже станут одними из первых песен реггетона, когда-либо созданных. Диджею DJ Playero и Дэдди Янки позже приписали изобретение названия «реггетон» для описания их музыки в альбоме Playero 36 в 1994 году.

### 2000-2003: Ранняя музыка иEl Cangri.com
В 1997 году Дэдди Янки сотрудничал с рэпером Нас, который был вдохновителем для Айалы, в песне «The Profecy» для альбома Boricua Guerrero. Он выпустил два сборника с оригинальным материалом: El Cartel (1997) и El Cartel II (2001). Оба альбома имели успех в Пуэрто-Рико, но не во всей Латинской Америке. За эти годы Айала выпустил в общей сложности девять музыкальных клипов, в том числе «Posición» с участием Альберто Стайли, «Tu Cuerpo En La Cama» с участием Ники Джема и «Muévete Y Perrea».
В 2000 году Дэдди Янки сформировал неофициальный дуэт под названием «Los Cangris» с Ники Джемом и выпустил несколько успешных синглов вместе. Янки и Ники Джем перестали сотрудничать в 2004 году из-за личных проблем и творческих разногласий. В 2012 году Дэдди Янки и Ники Джем помирились и вместе выступали на различных концертах.
В 2002 году El Cangri.com стал первым альбомом Айалы с международным успехом, получившим освещение на рынках Нью-Йорка и Майами с хитами, включая «Latigazo», «Son Las Doce», «Guayando» и другие песни, такие как «Enciende», в которых говорится о различных социальных проблемах эпохи, упоминая 9/11, коррупцию и религию.
В 2003 году Daddy Yankee выпустил сборник под названием Los Homerun-es, в котором содержится его первый сингл («Segurosqui»), пять новых песен и 12 ремейков песен из альбомов DJ Playero. Позже это было записано в чарте вместе с «Seguroski», став его первым синглом после шести из них.
В 2003 году Айала впервые сотрудничал с престижными продюсерами реггетона Luny Tunes в альбоме Mas Flow, с его коммерчески успешной песней «Cógela Que Va Sin Jockey» (она же «Métele Con Candela») и Mas Flow 2.

### 2004-2006:Barrio Finoи «Gasolina»

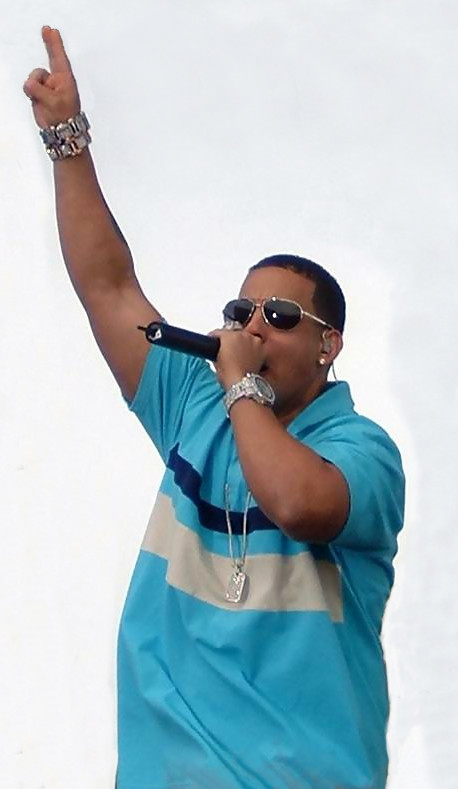
Дэдди Янки во время концерта в 2006 году

Следующий альбом Айалы, Barrio Fino, был спродюсирован, в частности, Luny Tunes и DJ Nelson и выпущен в июле 2004 года через лейблы El Cartel Records и VI Music. Это был самый ожидаемый альбом в сообществе реггетона. Айала наслаждался музыкой сальсы с детства, и это привело его к включению в альбом музыки других жанров, помимо реггетона. Наиболее заметным из этих межжанровых синглов был «Melao», в котором он выступал с Энди Монтаньесом. Альбом был описан как его самый полный, и с его помощью он намеревался представить комбинации реггетона и других жанров на англоязычном рынке. За Barrio Fino последовал международный тур с выступлениями во многих странах, включая Доминиканскую Республику, Эквадор, Мексику, Панаму, Перу, Гондурас, Испанию, Колумбию, Аргентину, Венесуэлу и Соединённые Штаты. Только в Соединённых Штатах было продано более 1,1 миллиона копий альбома, что делает его седьмым самым продаваемым латиноамериканским альбомом в стране по данным Nielsen SoundScan. Кроме того, было продано более 2 миллионов копий по всей Латинской Америке и по всему миру.
В это же время Дэдди Янки был показан в сингле N.O.R.E. «Oye Mi Canto», который занял 12-е место в чарте Billboard Hot 100; рекорд для сингла реггетона в то время. Другие успешные популярные синглы включали «Mayor Que Yo» и «Los 12 Discípulos».
В 2005 году Айала получил несколько международных наград, что сделало его одним из самых признанных исполнителей реггетона в музыкальной индустрии. Первой наградой года стала премия Lo Nuestro Awards в номинации «Альбом года», которую он получил за Barrio Fino. На этом мероприятии он исполнил «Gasolina», который был описан как "инновационный". Barrio Fino также получил награду «Реггетон альбом года» на Latin Billboard, который состоялся 28 апреля 2005 года, где он исполнил микс из трёх своих песен в дуэте с P. Diddy. Альбом продвигался по всей Латинской Америке, Соединённым Штатам и Европе, достигнув золотого статуса в Японии. Благодаря успеху альбома Айала получила рекламные контракты с радиостанциями и компаниями, производящими газировку, включая Pepsi. Его хит-сингл «Gasolina» получил большинство голосов, поданных за второе издание Premios Juventud, в котором он получил восемь номинаций и получил семь наград. Айала также выступил с живой презентацией во время церемонии награждения. «Gasolina» получила номинации на премию «Латинская Грэмми» и премию MTV Video Music Awards. Коммерческий успех «Gasolina» в Соединённых Штатах привёл к созданию нового радиоформата и чарта Billboard: Latin Rhythm Airplay. По словам Нестора Касону, генерального директора Casonu Strategic Management, «Дэдди Янки и 'Gasolina' вызвали взрыв латинской urbanмузыки во всем мире».
Успешный сингл «Gasolina» был освещён исполнителями из разных музыкальных жанров. Это привело к разногласиям, когда «Los Lagos», мексиканская группа, исполняющая в местном жанре «банда», сделала кавер-версию с оригинальным ритмом, но изменила текст песни. Лейбл группы запросил авторское разрешение на исполнение сингла и перевод его в другой музыкальный стиль, но не получил согласия на изменение текста; последовал судебный иск. Выступая от имени музыканта, адвокат Айалы заявил, что кавер на его песню был «честью, но это должно быть сделано правильно».
13 декабря 2005 года он выпустил Barrio Fino en Directo, концертную запись и продолжение Barrio Fino. Альбом был продан тиражом более 800 000 копий в Соединённых Штатах, став 13-м самым продаваемым латиноамериканским альбомом в США по данным Nielsen SoundScan и тиражом более 3 миллионов копий по всему миру.
30 апреля 2006 года Айала был назван одним из 100 самых влиятельных людей по версии Time, в котором упоминались 2 миллиона проданных копий Barrio Fino, контракт Айалы на 20 миллионов долларов с Interscope Records и его одобрение Pepsi.
В этот период Айала и Уильям Омар Лэндрон (более известный под своим художественным именем Дон Омар) были вовлечены в соперничество в жанре, получившем название «тираэра». Соперничество получило значительное освещение в прессе, несмотря на то, что оба художника отрицали это на раннем этапе. Это произошло из-за лирического конфликта между артистами, начатого комментариями Айалы в сингле ремикса, где он критиковал обычное использование Лэндроном прозвища «Король королей». Дон Омар ответил на это в песне под названием «Ahora Son Mejor» в своём альбоме Los Rompediscotecas.

### 2007-2009:El Cartel: The Big BossиTalento De Barrio

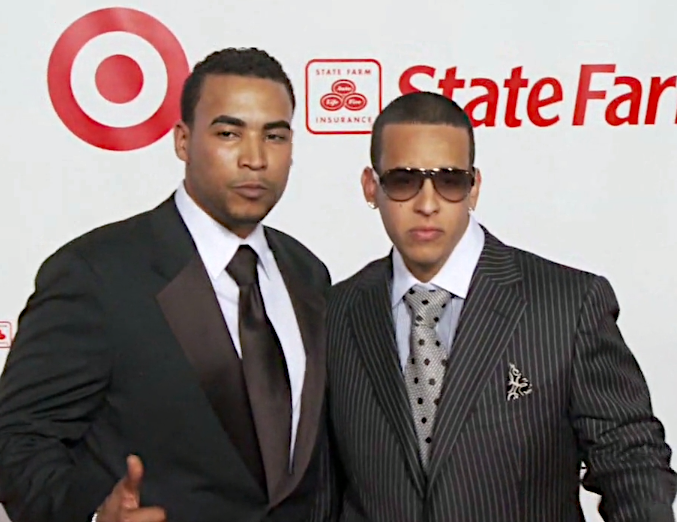
Дон Омар (слева) и Дэдди Янки на красной дорожке 2009 Billboard Music Awards 2009

El Cartel: The Big Boss был выпущен через Interscope 5 июня 2007 года. Айала заявил, что альбом ознаменовал возвращение к его хип-хоп корням, в отличие от того, чтобы считаться строго реггетон альбомом. Альбом был написан в 2006 году и включал продюсерские участия will.i.am , Скотта Сторча, Tainy Tunes, Neli и сотрудников лейбла Айалы. Синглы были выпущены с Эктором «Эль Фадером», Ферги, Николь Шерзингер и Эйконом. Первый сингл с альбома назывался «Impacto» и был выпущен до завершения работы над альбомом. Альбом был раскручен туром по Соединённым Штатам, который продолжался по всей Латинской Америке. Он выступал в Мексике, сначала в Монтеррее, где на концерте присутствовало 10 000 человек, а затем в колизее Сан-Луис-Потоси, где концерт был распродан, оставив сотни поклонников за пределами здания. Айала также выступал в Чили и установил рекорд посещаемости в Эквадоре. Он также выступал в Боливии, установив ещё один рекорд, когда 50 000 поклонников посетили его концерт в Санта-Крус-де-ла-Сьерра. Это шоу позже было описано как «лучшее шоу с самой большой посещаемостью в истории» и как «как-то странно, что его альбом был продан больше, чем альбом 
Хуана Луиса Герры и Хуанеса, и что это было «официальным доказательством того, что главный представитель реггетона победил остальные жанры».
В период с 2007 по 2008 год Айала несколько раз появлялся в качестве гостя в известных сборниках реггетона, включая Caribbean Connection, Echo Presenta: Invasión, Mas Flow: Los Benjamins и  20 Number 1's Now.
Дэдди Янки появился в 2008 году в видеоигре Rockstar Games Grand Theft Auto IV в качестве диджея Radio San Juan Sounds со спанглиш линиями. Радио включает в себя реггетон треки от коллег Айалы, таких как Висин и Яндель, Эктор «Эль Фадер», Тито Эль Бамбино, Джоуэлл и Рэнди. San Juan Sounds также включал хит Дэдди Янки «Impacto».
В июле 2008 года Айала объявил, что в рамках своей работы он спродюсирует кавер-версию песни Талии «Ten Paciencia». 17 августа 2008 года был выпущен его саундтрек к альбому Talento De Barrio и для одноимённого фильма. До выхода альбома Айяла запланировал несколько мероприятий, в том числе подписание контракта в магазине. Альбом был награждён RIAA как Мультиплатиновый 17 апреля 2009 года. 27 февраля 2009 года он выступил на Международном песенном фестивале в Винья-дель-Мар в Чили. В этом случае артисты получают награды, основанные на реакции публики. После исполнения «Rompe», «Llamado de Emergencia», «Ella Me Levantó», «Gasolina», «Limpia Parabrisas» и «Lo Que Pasó, Pasó» в течение двух часов, Айала получила награды «Серебряный факел», «Золотой факел» и «Серебряная чайка». 24 апреля 2009 года он получил премию «Дух надежды» в рамках церемонии вручения премии Latin Billboard Music Awards. Признание получают художники, которые участвуют в своей общественной или социальной деятельности в течение всего года.

### 2009–2013:MundialиPrestige

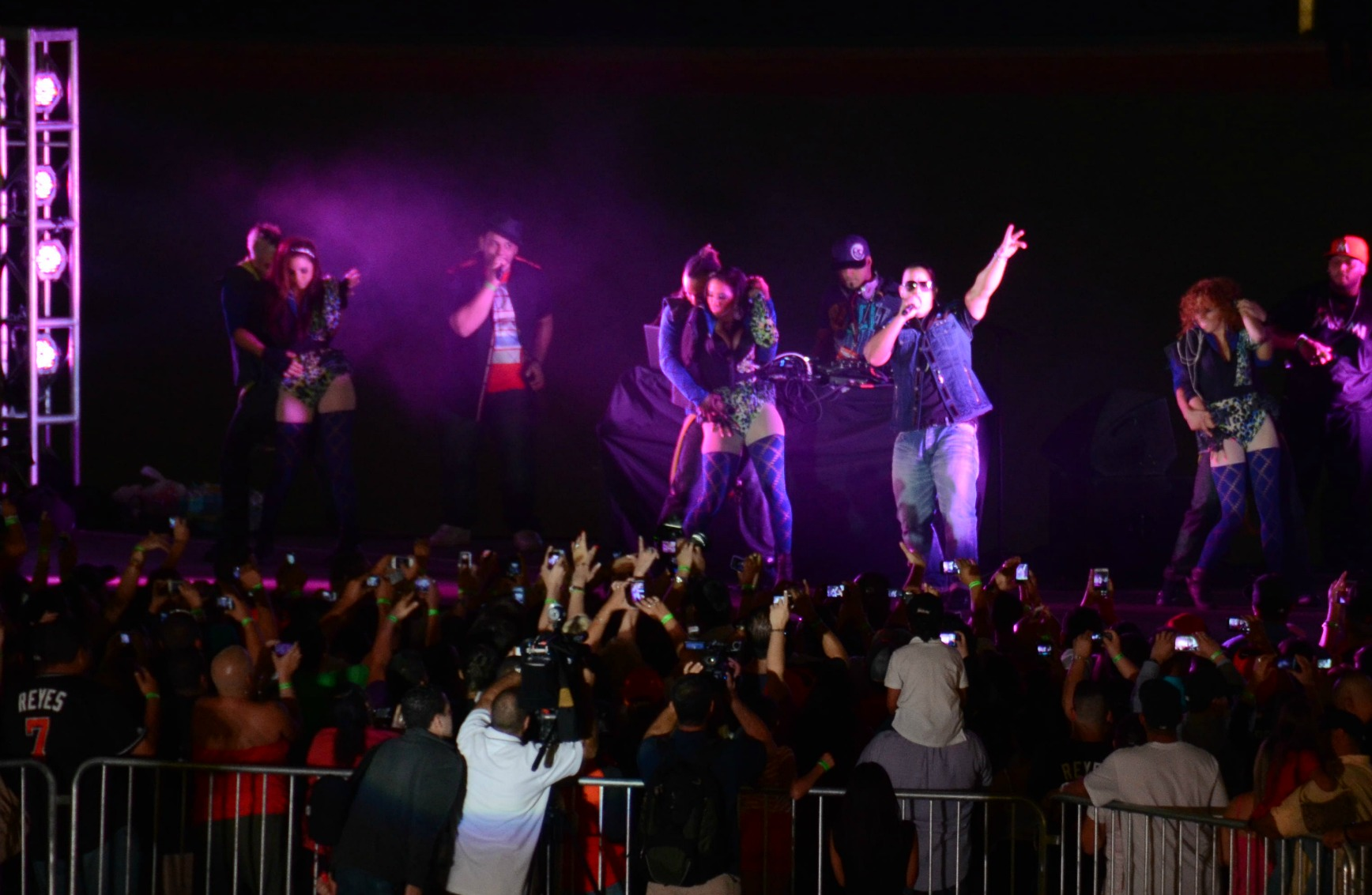
Дэдди Янки на концерте после игры в Марлинс-парке в 2012 году

Сингл «Grito Mundial» был выпущен 8 октября 2009 года в целях продвижения Дэдди Янки девятого альбома Mundial. Песня должна была стать официальной темой чемпионата мира по футболу 2010 года, но Айала отклонил предложение ФИФА, которое дало им 100 % прав. Несмотря на выпуск «El Ritmo No Perdona (Prende)» более месяца назад, этот сингл не считался первым официальным рекламным синглом. Второй сингл, «Descontrol», был выпущен 12 января 2010 года и возглавил рейтинг Billboard Latin Rhythm Airplay. Музыкальное видео было снято в Нью-Йорке и вышло 17 мая 2010 года. «La Despedida» был третьим синглом, выпущенным 4 августа 2010 года. Песня заняла 4-е место как в топе Billboard  Top Latin Songs , так и в  Latin Pop Songs. Другие песни, такие как «Bailando Me» (с участием Джоуэлла и Рэнди) и «Echelle Pique» (с участием Йомо), не были включены в 'Mundial.
В 2010 году Дэдди Янки принял участие в песне «Somos El Mundo 25 Por Haiti», исполнив рэп-вокал вместе с рэпером Питбулем.
Шестой студийный альбом Дэдди Янки, Prestige, был выпущен 11 сентября 2012 года. Он должен был выйти в ноябре или декабре 2011 года, но ураган повредил El Cartel Records, и половина альбома была утеряна. Потерянные треки пришлось переработать, и, наконец, они были выпущены девять месяцев спустя. Первый сингл «Ven Conmigo» с участием певца бачаты Принца Ройса был выпущен 12 апреля 2011 года и занял 9-е место в Billboard Latin Charts. Второй сингл, «Lovumba», был выпущен 4 октября 2011 года и стал хитом номер один в Billboard Latin Charts и чарте Hot Latin Songs. Песня также была номинирована на лучшую urban песню на премии Латинской Грэмми 2012 года. Третий сингл, «Pasarela», был выпущен 20 июня 2012 года. Альбом достиг 39-го места в чарте Billboard 200, заняв первое место как в чартах Billboard Latin Albums, так и в чарте Latin Rhythm Albums. Он также достиг пятого места в чарте Billboard Rap Albums. Четвёртый и последний сингл, «Limbo», был выпущен вместе с альбомом. Песня имела большой успех, достигнув трёх чартов Billboard #1 (Hot Latin Songs, Latin Pop Song и Latin Rhythm Airplay) и набрав более 1,1 миллиарда просмотров на YouTube. Альбом был сертифицирован RIAA как золотой 8 марта 2013 года.
В 2012 году произошло одно из самых важных жанровых событий года: примирение между Дэдди Янки и реггетон-дуэта Висин и Яндель после нескольких лет соперничества. Спустя шесть лет после их последнего сотрудничества, Дэдди Янки появился в ремиксе песни дуэта «Hipnotízame», получившем положительные отзывы поклонников. Два месяца спустя, 16 февраля 2013 года, Висин и Яндель сотрудничали в ремиксе «Limbo». Позже, в 2013 году, три исполнителя исполнили такие песни, как «Hipnotízame», «Mayor Que Yo» и «Noche De Entierro» на двух концертах (один в Пуэрто-Рико, а другой в Колумбии).
25 февраля 2013 года Дэдди Янки выступил на Международном фестивале песни в Винья-дель-Мар 2013 года перед аншлаговой аудиторией. Он исполнил такие хиты, как «Limbo», «Gasolina», «Pose», «Ella Me Levantó» и «Descontrol». Он выиграл Серебряный и Золотой Факел, а также награды Серебряной и Золотой Чайки.
В 2013 году Дэдди Янки выступил в своём мировом турне Prestige World Tour, посетив несколько стран Европы, включая Испанию, Германию, Францию и Италию. Он также гастролировал в Колумбии, Перу, Чили с аншлаговыми аудиториями. В 2013 году он выпустил музыкальные клипы «El Amante» с участием Джей Альвареса, «Summertime» и «Noche de los Dos» с участием Натальи Хименес, набравшие миллионы просмотров на YouTube.

### 2013–2015:King Daddy
29 октября 2013 года Дэдди Янки выпустил микстейп под названием «King Daddy», спродюсированный Los De La Nazza (Musicologo & Menes), в рамках серии микстейпов Imperio Nazza и был выпущен только в цифровом формате. Микстейп был сделан из-за высокого спроса со стороны поклонников и является возвращением к его оригинальным корням реггетона. Он включает в себя 11 треков с участием Джей Альвареса, Аркангеля, Янделя, Фарруко и Дивино. По словам Айалы, «King Daddy» был записан за две с половиной недели, потому что было «много вдохновения». Песня «La Rompe Carros» завоевала популярность среди публики, но его хитом был сингл «La Nueva y La Ex», который был широко принят во всей Южной Америке, Европе и Северной Америке. Во время пресс-конференции в начале этого года Дэдди Янки объявил о физическом выпуске King Daddy, запланированном на конец этого года, с 3 или 4 бонус-треками, включающими в общей сложности 14 или 15 песен.
С 13 мая по 22 июня 2014 года Айала выступал в своём туре King Daddy Tour, посетив несколько городов Европы. Он также гастролировал в городах Южной и Северной Америки. В Испании его концерты заняли 4-е место в рейтинге кассовых сборов, став первым латиноамериканским артистом в топ-5 в этой стране, уступив Iron Maiden и The Rolling Stones, а также таким артистам, как Бейонсе, Майли Сайрус и Майкл Бубле.
17 июня 2014 года сингл «Ora Por Mí» (по-испански «Молись за меня») был выпущен как часть бонус-треков King Daddy и использует инструментал Scorpions «Send Me An Angel» с рэп-сэмплером.[58] Официальное видео для «Ora Por Mí» было выпущено 24 июня 2014 года. The official video for "Ora Por Mí" was released on June 24, 2014. Он был снят во многих местах в Сан-Хуане, Пуэрто-Рико, и рассказывает о жизни Айалы и тёмной стороне славы. По словам Айалы, это самая личная песня в его карьере. 2 сентября 2014 года был выпущен ещё один сингл под названием «Palabras Con Sentido» (по-испански «Слова с чувствами»), который защищает реггетон и urban музыку от всех обвинений в том, что они «отравляют общество». Дэдди Янки выразил мнение, что любая музыка может дать что-то хорошее, даже urban музыка. В своём сингле он также говорит, что urban музыка спасает жизни, как и его собственная, и решение было бы в том, что церкви должны остаться, журналисты должны говорить правду, художники должны иметь больше вдохновения, а богатые люди должны помогать бедным. 9 сентября 2014 года он выпустил свой первый полностью английский сингл под названием «This Is Not A Love Song» с участием нового рэпера Дункана.

### 2015–настоящее время:El Disco Duroи новое мировое возвращение

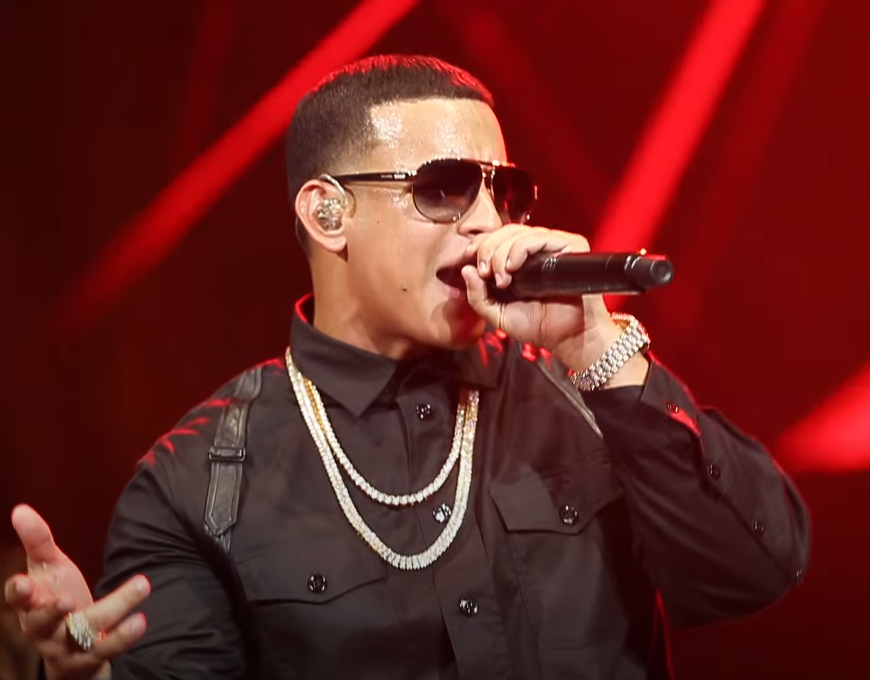
Дэдди Янки в 2015 году

12 марта 2015 года Дэдди Янки выпускает свой первый хит-сингл «Sígueme y Te Sigo» с грядущего седьмого студийного и четырнадцатого в карьере в целом альбома El Disco Duro. Это танцевальная песня о любви, написанная Дэдди Янки, Крисом Джедаем (который спродюсировал много треков на данном альбоме) и Луисом «Вичи» Ортисом Риверой. Официальное музыкальное видео было выпущено 11 мая 2015 года. Он достиг 6-го места в Billboard Hot Latin Songs и 5-го места в Billboard Tropic Songs. На международном уровне песня достигла пика под номером 12 в Испании, под номером 32 в Венесуэле и под номером 198 во Франции. Он был сертифицирован 2×платиновым PROMUSICAE, платиновым IFPI Чили и золотым FIMI. Трек смешивает реггетон с латиноамериканской поп-музыкой, включая рифф на электрогитаре. Музыкальное видео набрало более 600 миллионов просмотров на YouTube.
Вторым синглом альбома стал «Vaivén», вышедший 17 сентября 2015 года, песня в стиле мумбатон (стиль, совмещающий хаус-музыку с реггетоном). Хотя у песни нет официального музыкального видео, ей удалось достичь пика на 7-м месте в Billboard Hot Latin Songs и на 3-м месте в Billboard Tropic Songs.На международном уровне сингл достиг 19-го места в Испании и 34-го в Венесуэле.Он получил платиновую сертификацию от PROMUSICAE и IFPI Чили.
После десятилетней вражды с давним соперником Доном Омаром за титул «Король Реггетона», в начале 2016 года Дэдди Янки и Дон Омар объявили на пресс-конференции Billboard, что они вместе выступят на сцене в серии концертов под названием The Kingdom Tour. Объявление о туре оставило многих поклонников в недоумении, так как оно было распродано за считанные минуты в таких крупных городах, как Лас-Вегас, Орландо, Лос-Анджелес, Нью-Йорк. Концерты были организованы как боксёрский поединок, где два артиста обменивались музыкальными раундами, и фанаты голосовали за своего победителя в каждом городе с помощью приложения, разработанного для этого мероприятия. «Два короля, один трон», - сказал основатель Pina Records Рафаэль Пина, у которого были прочные отношения с обоими артистами, и который также придумал идею концепции тура. Обсуждая тур и своё соперничество с Дэдди Янки, Дон Омар сказал: «Позвольте мне уточнить: я не его лучший друг, и он не мой лучший друг, но мы уважаем друг друга. Это желание быть лучшими - вот что подтолкнуло нас к тому, чтобы быть лучше».
19 февраля 2016 года вышел сингл латиноамериканского поп-дуэта с Венесуэлы Чино и Начо под названием «Andas en Mi Cabeza», к сотрудничеству которого был приглашён Дэдди Янки. «Andas en Mi Cabeza» - реггетон и латиноамериканская поп-песня. В ней есть романтические тексты песен, в которых обсуждаются такие темы, как свадебные предложения. Издание El Nacional назвало это «гимном любви». Авторы журнала Billboard включили песню в свой список лучших песен недели в марте 2016 года, назвав её «запоминающейся». Музыкальное видео было опубликовано на канале Chino y Nacho 20 апреля 2016 года, которое имеет более 1,6 миллиардов просмотров.
«Shaky Shaky» стал третьим синглом альбома El Disco Duro, вышедший 8 апреля 2016 года, хотя изначально это планировалось как подарок от Янки своим поклонникам на Рождество Христово 2015 года. Реггетон песня, родившаяся как фристайл в начале декабря 2015 года. По словам Дэдди Янки, основной вокал был записан за один дубль, и песня музыкально смешивает звуки реггетона старой и новой школы. Песня содержит клавишную басовую линию из сингла «Murder She Wrote» ямайского регги-дуэта Chaka Demus & Pliers, выпущенного в 1992 году. Он также включает семпл лошадиного ржания из синла американского дуэта Мела и Тима «Good Guys Only Win in the Movies» (1970), который стал популярным после сингла Cypress Hill «Insane in the Brain» (1993). Музыкальное видео на сингл «Shaky Shaky» вышло 15 июля 2016 года и имеет более 1,5 миллиарда просмотров на YouTube. Песня заняла 1-е место в чартах Billboard Hot Latin Songs и Billboard Tropic Songs. Это стало его четвёртой №1 песней в чарте Hot Latin Songs и его первая песня с февраля 2013 года. Он также достиг 88-го места в Billboard Hot 100, став первой записью Дэдди Янки в данном чарте с момента дебюта «Impacto» 26 мая 2007 года. На международном уровне песня достигла пика под номером 1 в Мексике и Доминиканской Республике, под номером 4 в Колумбии, под номером 11 в Гватемале, под номером 14 в Уругвае, под номером 25 в Испании и под номером 42 в Венесуэле. Он был сертифицирован 2× платиновым PROMUSICAE и CAPIF, платиновым IFPI Чили и золотым FIMI.
28 апреля 2016 года Дэдди Янки был удостоен «Награды лидера отрасли» во время премии Latin Billboard Awards 2016.
«Otra Cosa», четвёртый сингл альбома, который вышел 9 декабря 2016 года, включает доминиканскую певицу Натти Наташу и представляет собой сплав реггетона, дэнсхолла и музыки мумбатона. Песня была выпущена в качестве первого сингла грядущего студийного альбома Pina Records, La Súper Fórmula, но Дэдди Янки удалось также включить её в El Disco Duro. Видеоклип вышел 27 января 2017 года, имеет более 127 миллионов просмотров на YouTube. Сингл достиг 21-го места в чарте Billboard Hot Latin Songs и 17-го места в Billboard Tropic Songs. Песня также достигла 50-го места в Венесуэле.
Пятый сингл альбома «La Rompe Corazones», выпушенный 6 января 2017 года, включает пуэрто-риканского певца Оcуну. Песня рассказывает историю влюблённой женщины, которая больше не доверяет своим отношениям, мстя другим мужчинам из-за своего разочарования. «La Rompe Corazones» был выпущен в качестве подарка от Дэдди Янки своим поклонникам в связи с праздником Богоявление. Музыкальный клип вышел 7 июня 2017 года, имеет более 600 миллионов просмотров. Песня достигла 12-го места в чарте Billboard Hot Latin Songs 22 июля 2017 года. На международном уровне сингл достиг 2-го места в Перу, 8-го места в Испании и Мексике и 11-го места в Парагвае. Он был сертифицирован 2× платиновым PROMUSICAE и золотым CAPIF.
В 2017 году Дэдди Янки в сотрудничестве с латиноамериканским поп-певцом Луисом Фонси выпустил хитовый сингл «Despacito». Она стала первой испаноязычной песней, занявшей 1-е место в Billboard Hot 100 со времён «Macarena» в 1996 году.  Сингл приобрёл глобальный успех. Официальное видео «Despacito» на YouTube получило миллиардный просмотр 20 апреля 2017 года после 97 дней, став вторым по скорости видео на сайте, достигшим рубежа после «Hello» Адель. Его успех привёл к тому, что Дэдди Янки стал самым популярным исполнителем во всем мире на потоковом сервисе Spotify в июне 2017 года, став первым латиноамериканским исполнителем, сделавшим это.
В начале 2018 года Дэдди Янки выпустил свои первые синглы жанре латинский трэп с песней «Hielo» и синглом «Vuelve», который вошли в альбом El Disco Duro, ставшие его восьмым и шестым синглом соответственно, и над которым Янки сотрудничал с Бэд Банни.
18 января 2018 года выходит мировой супер-хит Дэдди Янки «Dura», который также вошёл в альбом El Disco Duro и стал его седьмым синглом, музыкальное видео вышло в этот же день и имеет более 1,7 миллиарда просмотров. Написав для Billboard, Сюзетт Фернандес описала «Dura» как трек, который «возвращает вас в старый реггетон». Редактор The Straits Times заявил, что песня «возвращается в ранний реггетон без поп-мелодий, которые мегазвезды, такие как Шакира, Энрике Иглесиас или соавтор Янки по «Despacito» Луис Фонси развернули, чтобы привнести жанр в англо-поп-мир». Написав для Cosmopolitan France, Лоиз Делакот описала песню как имеющую «быстрый и назойливый ритм, танцы, вирусную хореографию, поп-клип в стиле 90-х и тексты песен, которые относительно легко запомнить», а также добавил, что «вы полюбите, а затем возненавидите это». В коммерческом плане песня возглавила чарты 14 стран и вошла в топ-10 пяти других. В Соединённых Штатах «Dura» достигла 43-го места в чарте Billboard Hot 100 и второго места в чарте Billboard Hot Latin Songs. Дэдди Янки получил первую премию «Латинская Грэмми» за лучшую urban песню. Ремикс-версия с участием Бекки Джи, Бэд Банни и Натти Наташи была выпущена 27 апреля 2018 года.
15 июня 2018 года выходит девятый сингл альбома «Zum Zum» при участии реггетон-дуэта Rkm & Ken Y и давнего коллеги Айалы музыканта Аркангеля. Музыкальное видео вышло в этот же день, в котором снялась Натти Наташа, на канале лейбла Pina Records, и имеет более 240 миллионов просмотров на YouTube.
В августе 2018 года Дэдди Янки сотрудничал с Джанет Джексон при работе над песней «Made for Now».
«Adictiva» вышел 8 ноября 2018 года, ставший десятым синглом альбома, записанный при участии пуэрто-риканского рэпера Ануэля АА. Трек вошел в пятёрку лучших в Испании и в топ-10 в Billboard Hot Latin Songs. После анонса песни  музыкальное видео было выпущено несколькими часами позже и набрало более 490 миллионов просмотров на YouTube.

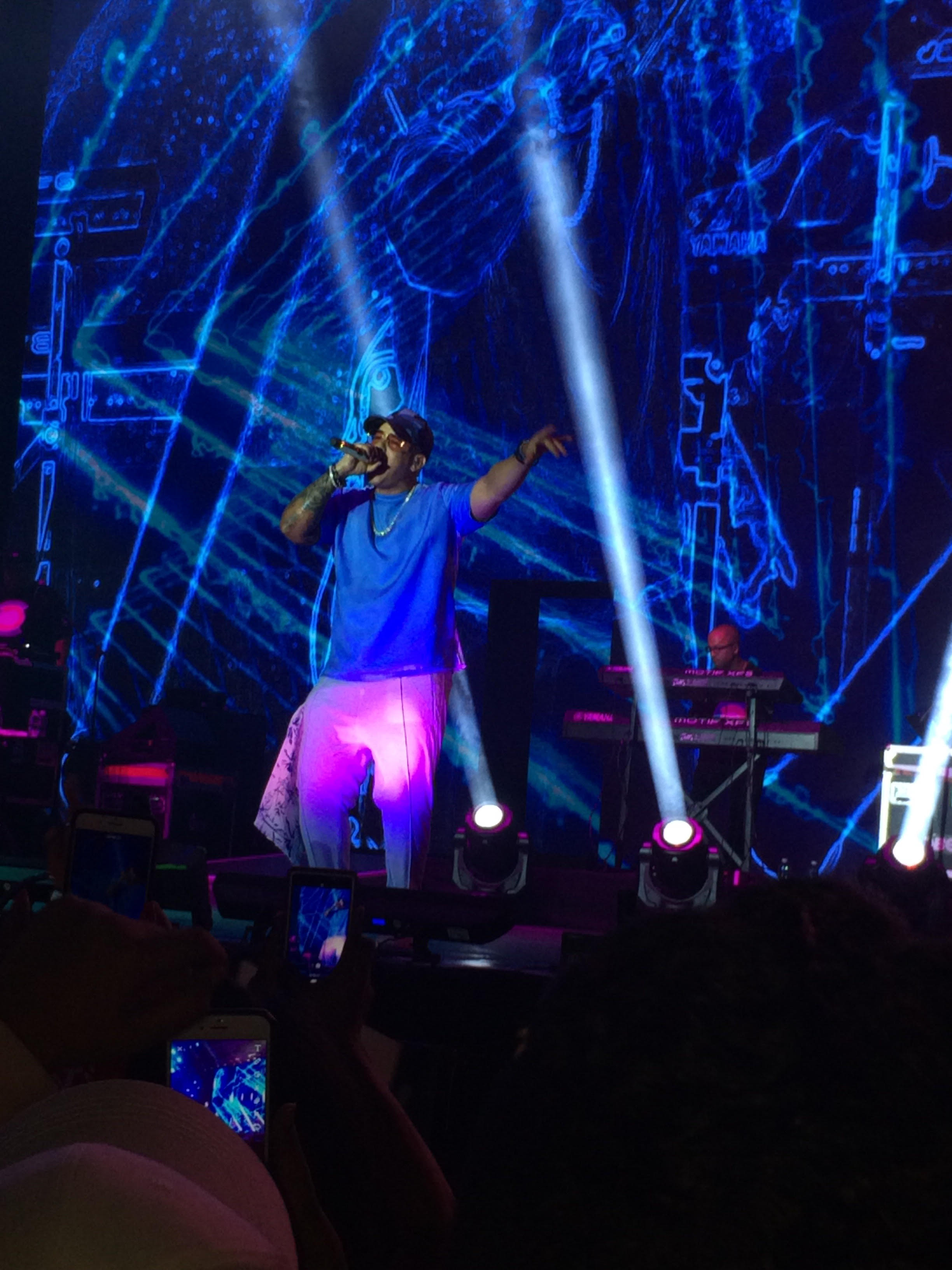
Дэдди Янки во время концерта в 2019 году

Трек «Con Calma» при участии канадского рэпера Сноу стал одиннадцатым синглом альбома El Disco Duro. Мировой супер-хит был выпущен 24 января 2019 года с сопровождающимся в этот же день музыкальным видео, которое имеет более 2,3 миллиарда просмотров и является самым популярным видеоклипом на YouTube-канале Дэдди Янки и вторым видеоклипом по количеству просмотров в карьере после «Despacito». Видеоклип является самым просматриваемым видео, выпущенным в 2019 году. Трек представляет собой переработка хита Сноу 1992 года «Informer». В коммерческом плане песня возглавила чарты 20 стран и вошла в топ-10 из 10 других. В Соединённых Штатах она возглавляла хит-парад Billboard Hot Latin Songs в течение 14 недель. По всей Европе сингл достиг пика на первом месте в Чешской Республике, Италии, Нидерландах, Словении и Испании и вошел в пятёрку лучших в Бельгии, Польше и Швейцарии. Песня также стала самым продолжительным номером один в Billboard Argentina Hot 100 с 10 неделями. В главном американском чарте Billboard Hot 10 песня достигла двадцать второй позиции. «Con Calma» была самой продаваемой и четвёртой по популярности испаноязычной песней первой половины 2019 года в Соединённых Штатах. Ремикс-версия с участием американской певицы Кэти Перри была выпущена 19 апреля 2019 года, что позволила треку ещё сильнее распространиться в Соединённых Штатах и по всему миру.
26 апреля 2019 года Дэдди Янки вместе с Натти Наташей приняли участие в треке кубино-американского рэпера Питбуля «No Lo Trates». Музыкальное видео на песню вышло 6 мая 2019 года на YouTube-канале Питбуля, имеет более 250 миллионов просмотров. Трек содержит семпл из припева песни 1994 года «Rica y Apretadita» панамского рэпера Эль-Хенераля с участием американской певицы Анайки. В коммерческом плане трек достиг пятнадцатого места в Billboard Hot Latin Songs, первого места в Billboard Latin Airplay и Billboard Latin Rhythm Airplay топ-10 в Пуэрто-Рико, Чили, Венесуэле, Перу и Сальвадоре.
«Runaway» является песней колумбийского певца Себастьяна Ятры, где были представлены Дэдди Янки, Натти Наташа и американская группа Jonas Brothers. Трек был выпущен в 21 июня 2019 года вместе с музыкальным видео, имеет более 350 миллионов просмотров на YouTube. Песня заняла первое место в Эквадоре, Сальвадоре, Никарагуа, Панаме и Перу. В октябре он занял первое место в латинском чарте Billboard Latin Airplay и Billboard Latin Rhythm Airplay, двенадцатое место в Billboard Hot Latin Songs.
28 июня 2019 года выходит двенадцатый сингл предстоящего альбома Дэдди Янки El Disco Duro «Si Supieras» с дуэтом Висин и Яндель, совместно с музыкальным клипом, у которого имеется более 380 миллионов просмотров на YouTube. Трек достиг первого места в чартах Billboard Latin Airplay и Billboard Latin Rhythm Airplay, пятнадцатое место в Billboard Hot Latin Songs. «Si Supieras» - это девятое сотрудничество между Дэдди Янки и дуэтом Висин и Яндель, после других синглов, включая «No Me Dejes Solo» (2004), «Mayor Que Yo» (2005), «Noche de Entierro» (2006), «Mayor Que Yo 3» (2015) и «Todo Comienza en la Disco» (2018). Дэдди Янки назвал это сотрудничество «золотой школой».
5 июля 2019 года Дэдди Янки совместно участвовал в сингле греко-бельгийского диджей-дуэта Dimitri Vegas & Like Mike, французского диджея Давида Гетты, нидерландского диджей-дуэта Afro Bros и Натти Наташи под названием «Instagram». Музыкальное видео было опубликовано в день выхода сингла и имеет более 70 миллионов просмотров на YouTube-канале Dimitri Vegas & Like Mike. Сингл достиг двадцать третьей позиции в Billboard Hot Dance/Electronic Songs, был в топ-50 в Нидерландах, Бельгии, Румынии, Новой Зеландии, Германии, Польши, Словакии, Австрии.
Дэдди Янки появился в супер-хите Ануэля АА «China», где также появились колумбийская певица Кароль Джи, Осуна и колумбийский певец Джей Балвин, который вышел 19 июля 2019 года. Видеоклип на песню вышел в этот же день на YouTube-канале Ануэля АА, имеет более 1,7 миллиардов просмотров. В коммерческом плане песня достигла пика на первом месте в Аргентине, Боливии, Колумбии, Мексике, Перу и Испании и вошла в топ-10 в девяти других странах. В Соединённых Штатах она возглавила чарт Billboard Hot Latin Songs и достигла 43-го места в Billboard Hot 10. В Европе сингл вошел в топ-15 в Швейцарии и Италии. В 2020 году «China» получил номинацию на Латинскую Грэмии в номинации "Лучшее urban фьюжн-исполнение". Песня также является частью Just Dance 2022.

## Дискография
Студийные альбомы
- No Mercy (1995)
- El Cangri.com (2002)
- Los Homerun-Es De Yankee, Vol. 1 (2003)
- Barrio Fino (2004)
- El Cartel: The Big Boss (2007)
- Mundial (2010)
- Prestige (2012)
- King Daddy (2013)
- El Disco Duro (2020)
- Legendaddy (2022)

Альбомы-сборники
- Los Homerun-es (2003)

Концертные альбомы
- Ahora le Toca al Cangri! Live (2005)
- Barrio Fino en Directo (2005)
- 2K20 (2020)

Другие альбомы
- El Cartel de Yankee (1997)
- El Cartel II: Los Cangris (2001)
- Talento de Barrio (2008)
- King Daddy (2013)
- Con Calma & Mis Grandes Exitos (2019)